# Zakażenie układu moczowego
Zakażenie układu moczowego (ZUM) – obecność drobnoustrojów w dowolnej części układu moczowego – cewce moczowej, pęcherzu moczowym, moczowodach bądź nerce. Do objawów infekcji dolnych dróg moczowych należą: bolesna mikcja oraz częstomocz bądź parcie na pęcherz, natomiast objawy odmiedniczkowego zapalenia nerek dodatkowo obejmują gorączkę i ból brzucha. Jeśli w wyniku zakażenia patogeny przedostaną się do krwiobiegu, wywołując objawy uogólnionej sepsy, mowa jest o urosepsie. U osób starszych i bardzo młodych objawy mogą być niejasne lub niespecyficzne. Najczęstszym patogenem w obu przypadkach jest bakteria Escherichia coli, jednak inne bakterie, wirusy i grzyby mogą również doprowadzić do zakażenia.
Zakażenie układu moczowego częściej dotyka kobiet niż mężczyzn, przy czym połowa kobiet przebyła je przynajmniej raz w życiu. Powszechne są nawroty infekcji. Czynnikami ryzyka są: anatomia kobieca, aktywność seksualna oraz występowanie choroby w rodzinie. Odmiedniczkowe zapalenie nerek, jeżeli ma miejsce, zwykle następuje po zapaleniu pęcherza moczowego, choć może również być wynikiem zakażenia krwi bakteriami. U młodych i zdrowych kobiet diagnozę można postawić wyłącznie na podstawie objawów. U osób z niejasnymi objawami diagnoza może być trudna, ponieważ bakterie mogą być obecne bez infekcji. W skomplikowanych przypadkach lub w razie nieskutecznej terapii pożyteczny może być posiew moczu. Osobom ze skłonnością do nawrotów infekcji mogą zostać przepisane niskie dawki antybiotyków jako środek zapobiegawczy.
W niepowikłanych przypadkach infekcje układu moczowego mogą być w łatwy sposób leczone krótką terapią antybiotykową, mimo iż zwiększa się oporność na wiele antybiotyków wykorzystywanych przy leczeniu tej choroby. W przypadkach powikłanych konieczna może być dłuższa terapia lub dożylne podawanie antybiotyków, a jeśli stan chorego nie poprawi się w ciągu dwóch do trzech dni, konieczna jest dalsza diagnostyka. U kobiet zakażenie układu moczowego jest najczęstszą formą zakażenia bakteryjnego, a u 10% występuje ono co roku.

## Klasyfikacja
Istnieje kilka różnych podziałów ZUM, które uwzględniają lokalizację zakażenia, objawy kliniczne, przebieg choroby, obecność wad układu moczowego oraz liczbę epizodów ZUM:

### Klasyfikacja na podstawie lokalizacji ZUM
- zakażenie ograniczone do dolnego odcinka układu moczowego[2][3][4]:
  - zapalenie cewki moczowej (w dawniejszych klasyfikacjach izolowane zapalenie cewki moczowej określano jako zespół cewkowy)
  - zapalenie pęcherza moczowego
- zakażenie górnych dróg moczowych[2][3][4]:
  - ostre zapalenie kielichów i miedniczek nerkowych
  - ostre odmiedniczkowe zapalenie nerek
- urosepsa

### Klasyfikacja z uwzględnieniem czynników ryzyka wystąpienia powikłanego ZUM
- ZUM proste: (niepowikłane[4]) – bez cech zastoju moczu, wad układu moczowego, innych chorób i z typowymi bakteriami[3][4]. Zakażenia te rzadko prowadzą do powikłań, na ogół nie wymagają szerszej diagnostyki i konsultacji[3][4].
- ZUM złożone: (powikłane[4]) – rozpoznaje się u osób[2][3][4][5]:
  - z wadami układu moczowego prowadzącymi do zastoju moczu
  - z upośledzeniem ogólnoustrojowych lub miejscowych mechanizmów obronnych
  - z chorobą podstawową zwiększającą ryzyko zakażenia lub utrudniającą prowadzenie skutecznej terapii
  - z zakażeniem przebiegającym z nietypowymi drobnoustrojami

Choć starszy wiek, płeć męska i ciąża również są czynnikami ryzyka, ich obecność nie jest równoznaczna z rozpoznaniem ZUM powikłanego.

### Klasyfikacja na podstawie przebiegu klinicznego zakażenia
- typowe ZUM[3][4]: 
  - wywołane przez bakterię Escherichia coli
  - poddaje się leczeniu
  - bez zaburzeń wydalania moczu
  - z prawidłową czynnością nerek,
- atypowe ZUM rozpoznaje się przy stwierdzeniu przynajmniej jednego z poniższych[3][4][6]:
  - istotna nieprawidłowość w badaniu przedmiotowym (np. guz w jamie brzusznej)
  - ciężki przebieg kliniczny
  - zaburzenia wydalania moczu
  - podwyższony poziom kreatyniny (eGFR < 80 ml/min/1.73 m2)
  - inny niż Escherichia coli czynnik etiologiczny
  - brak poprawy klinicznej po 48 godzinach stosowania antybiotykoterapii

### Klasyfikacja na podstawie liczby epizodów ZUM
- zakażenie jednorazowe[3][4]
- nawrotowe zakażenie układu moczowego, w tym:
  - przetrwałe zakażenie układu moczowego – ponowny epizod ZUM wywołany tym samym czynnikiem etiologicznym w okresie 10–14 dni od zakończenia leczenia poprzedniego epizodu ZUM[5][7]
  - ponowne zakażenie układu moczowego (reinfekcja) – spowodowane zakażeniem innym drobnoustrojem niż wyizolowany podczas poprzedniego zakażenia (bez względu na czas, jaki upłynął) bądź tym samym drobnoustrojem, ale po upływie 2 tygodni od poprzedniego zakażenia[5][7].

Żeby możliwe było postawienie rozpoznania nawrotowego ZUM, musi być spełnione przynajmniej jedno z poniższych kryteriów:
- u dorosłych: 
  - 2 lub więcej ZUM w ciągu 6 miesięcy
  - 3 i więcej w ciągu 12 miesięcy u dorosłych.
- U dzieci:
  - co najmniej dwa razy występowało ostre odmiedniczkowe zapalenie nerek,
  - jeden raz wystąpiło ostre odmiedniczkowe zapalenie nerek i co najmniej jeden raz zakażenie dolnego odcinka dróg moczowych
  - co najmniej trzy razy rozpoznano zakażenie dolnego odcinka dróg moczowych.

### Klasyfikacja na podstawie stopnia ciężkości zakażenia
Wyróżnia się 6 stopni ciężkości zakażenia oraz bezobjawowy bakteriomocz, który rozpoznaje się przy obecności jednego lub więcej szczepów bakterii w mianie ≥105 CFU/ml w próbce moczu ze środkowego strumienia lub pobranej przez cewnik u osoby bez podmiotowych i przedmiotowych objawów ZUM. Te stopnie to:
- Bezobjawowy bakteriomocz
- 1. lekki, zapalenie pęcherza moczowego
- 2. umiarkowany, odmiedniczkowe zapalenie nerek
- 3. ciężki, stabilny, odmiedniczkowe zapalenie nerek
- 4. objawy zakażenia ogólnoustrojowego, urosepsa
- 5. zaburzenia wielonarządowe, urosepsa
- 6. niewydolność wielonarządowa, urosepsa

### Klasyfikacja ze względu na postać kliniczną
Na podstawie powyższych klasyfikacji stworzono podział na jednorodne klinicznie grupy pacjentów, zaproponowany przez Thomasa Hootona w 2010 roku:
- młode kobiety z niepowikłanym zapaleniem pęcherza moczowego
- młode kobiety z nawracającym niepowikłanym zapaleniem pęcherza moczowego
- młode kobiety z niepowikłanym ostrym odmiedniczkowym zapaleniem nerek
- kobiety i mężczyźni z ostrym niepowikłanym zapaleniem pęcherza, u których istnieje duże prawdopodobieństwo równoczesnego bezobjawowego zajęcia procesem chorobowym nerek lub stercza
- kobiety i mężczyźni z powikłanym ZUM
- kobiety i mężczyźni z bakteriomoczem bezobjawowym

## Etiologia
U dzieci czynnikiem etiologicznym są bakterie Gram-ujemne, szczególnie Escherichia coli, która odpowiada za 80–90% pierwszych epizodów zakażeń układu moczowego. U 30% chłopców stwierdza się w moczu Proteus ssp. (najczęściej Proteus mirabilis), fizjologicznie bytującego pod napletkiem. Proteus posiada ureazę, rozkładającą mocznik do amoniaku alkalizującego mocz, co sprzyja tworzeniu kamieni struwitowych. U noworodków częściej niż w innych grupach wiekowych ZUM wywołują Klebsiella. U nastolatków i dorosłych obok Gram-ujemnych bakterii najczęściej spotyka się Staphylococcus saphrophyticus. U dzieci z wadami wrodzonymi albo zaburzeniami czynnościowymi układu moczowego częstsze są patogeny: Enterococcus, Pseudomonas aeruginosa, Staphylococcus aureus, S. epidermidis, Haemophilus influenzae, Streptococcus grupy B. Pseudomonas aeruginosa są szczególnie częstą przyczyną szpitalnych ZUM. Wirusy są rzadkim czynnikiem etiologicznym ZUM dzieci, najczęściej są to adenowirusy. Zakażenia grzybicze mogą być skutkiem antybiotykoterapii, u młodzieży czynnikiem ZUM może być Chlamydia trachomatis.
U dorosłych pałeczka okrężnicy jest przyczyną 80–85% przypadków zakażenia układu moczowego, a Staphylococcus saprophyticus – 5–10%. Rzadko dochodzi do zakażenia wirusowego lub grzybicznego. Innymi bakteriami wywołującymi ZUM są: Klebsiella, Proteus, Pseudomonas aeruginosa oraz Enterobacter. Są one jednak rzadko spotykane i zazwyczaj związane z nieprawidłowościami lub cewnikowaniem układu moczowego. Zakażenia układu moczowego wywołane przez Staphylococcus aureus zazwyczaj występują wtórnie bakteriemii.

### Seks
Wśród młodych kobiet aktywność seksualna jest przyczyną 75–90% przypadków zakażenia dolnych dróg moczowych, a ryzyko infekcji wiąże się z częstotliwością stosunków seksualnych. Zjawisko to otrzymało nazwę „zapalenia pęcherza miodowego miesiąca”, ponieważ ZUM często występowało u młodych mężatek. U kobiet po menopauzie aktywność seksualna nie ma wpływu na ryzyko infekcji układu moczowego. Stosowanie spermicydów niezależnie od częstotliwości stosunków zwiększa ryzyko wystąpienia infekcji układu moczowego.
Kobiety są bardziej narażone na infekcje układu moczowego, ponieważ ich cewka moczowa jest zdecydowanie krótsza i znajduje się bliżej odbytu, niż u mężczyzn. W okresie okołomenopauzalnym zmniejsza się poziom estrogenów, co oznacza wzrost ryzyka zakażeń układu moczowego spowodowany utratą ochronnej flory pochwy.

### Cewnikowanie dróg moczowych
Cewnikowanie dróg moczowych zwiększa ryzyko wystąpienia zakażenia układu moczowego. Ryzyko wystąpienia bakteriomoczu wynosi od trzech do sześciu procent na dzień, a antybiotyki profilaktyczne nie są skuteczne przy zwalczaniu zakażeń objawowych. Ryzyko wystąpienia związanej z cewnikowaniem infekcji może być zmniejszone poprzez cewnikowanie jedynie w przypadkach, w których istnieje taka konieczność, oraz poprzez stosowanie technik aseptycznych przy wprowadzaniu i utrzymywaniu ciągłego odpływu moczu przez cewnik.

### Inne
Predyspozycja do zakażeń układu moczowego może być dziedziczna. Inne czynniki ryzyka obejmują cukrzycę, nieobrzezanie oraz posiadanie dużego gruczołu krokowego. Czynniki wikłające są niejasne i obejmują istniejące nieprawidłowości anatomiczne, funkcjonalne i metaboliczne. Powikłane zakażenie układu moczowego jest trudniejsze w leczeniu i zwykle wymaga agresywniejszej oceny, terapii i kontroli poszpitalnej. U dzieci zakażenie układu moczowego jest zazwyczaj powiązane z odpływem wstecznym pęcherzowo-moczowodowym (nieprawidłowym cofaniem się moczu z pęcherza moczowego do moczowodów i nerek) i zaparciem.
Osoby z uszkodzeniem rdzenia kręgowego są w grupie zwiększonego ryzyka zakażeń układu moczowego, częściowo ze względu przewlekłe stosowanie cewników, a także z powodu dysfunkcji oddawania moczu. Zakażenie układu moczowego jest najczęstszą przyczyną infekcji w tej grupie osób, a także najczęstszą przyczyną hospitalizacji. Stwierdzono nieskuteczność spożywania soku żurawinowego i suplementów żurawinowych przy zapobieganiu i leczeniu tej grupy chorych.

## Patogeneza
Bakterie wywołujące zakażenie układu moczowego zwykle dostają się do pęcherza poprzez cewkę moczową. Jednak do zakażenia może również dojść poprzez krew lub chłonkę. Przypuszcza się, że bakterie są zwykle przenoszone do cewki moczowej z jelita, przy czym kobiety są bardziej narażone ze względu na budowę anatomiczną. Po dotarciu do pęcherza E. coli są w stanie przywrzeć do ściany pęcherza i uformować biofilm, który opiera się odpowiedzi immunologicznej gospodarza.
Czynniki sprzyjające kolonizacji układu moczowego lub zwiększające jej ryzyko:
- zmiany flory bakteryjnej spowodowane np. antybiotykoterapią
- cewnikowanie
- nadmierna kolonizacja bakteryjna ujścia cewki (złe nawyki higieniczne, zaparcia, zanieczyszczanie się, owsica, stany zapalne okolicy krocza, stulejka z zapaleniem żołędzi)
- wrodzone wady układu moczowego
- zaleganie moczu w pęcherzu (sprzyjają temu wady wrodzone)
- zaburzenia czynności pęcherza moczowego
- odpływy wsteczne
- zmniejszenie stężenia sekrecyjnego IgA
- obecność receptorów dla fimbrii P na komórkach uroepitelium
- obecność receptorów dla uropatogenów na komórkach nabłonka jelit
- zakażenie uropatogennymi bakteriami w czasie ciąży u matki
- nawracające zakażenia w dzieciństwie

## Epidemiologia
Zakażenia dróg moczowych to najczęściej występujący u kobiet typ zakażeń bakteryjnych, nagminnie dotykający kobiety między 16 a 35 rokiem życia. 10% kobiet cierpi na takie infekcje raz w roku, a 60% ogółu kobiet co najmniej raz w życiu. Często spotyka się nawroty zakażeń, które u prawie 50% pacjentów powtarzają się w ciągu jednego roku. Zakażenia układu moczowego występują u kobiet cztery razy częściej niż u mężczyzn. Odmiedniczkowe zapalenie nerek występuje z częstotliwością od 20 do 30 razy niższą. Infekcje układu moczowego to również najczęstsza przyczyna zakażeń szpitalnych – odpowiadają za ok. 40% z nich. Procentowy udział nie wywołujących objawów bakterii w moczu wzrasta z wiekiem – u kobiet w wieku rozrodczym wynosi od 2 do 7%, u kobiet w podeszłym wieku przebywających w domach opieki aż do 50%. Bezobjawowa bakteriuria stanowi od 7 do 10% ZUM u mężczyzn powyżej 75 roku życia.
ZUM należą do najczęstszych chorób infekcyjnych wieku dziecięcego. Dotyczą 1% noworodków donoszonych i około 3% wcześniaków. Zakażenia układu moczowego dotykają ok. 10% dzieci. Do 2. roku życia częściej (do 5 razy) chorują chłopcy, potem stosunek ten zmienia się i 8–10 razy częściej zachorowania występują u dziewcząt. Częściej występuje u nieobrzezanych chłopców poniżej trzeciego miesiąca życia. Szacunki częstotliwości wystąpień zakażeń u dzieci różnią się jednak znacznie. W grupie dzieci (od noworodków do dwulatków) z gorączką zakażenie stwierdza się u od 2 do 20% dzieci.
W Stanach Zjednoczonych infekcje układu moczowego są co roku przyczyną prawie siedmiu milionów wizyt u lekarza, miliona wizyt na oddziałach ratunkowych oraz stu tysięcy przyjęć do szpitali. Koszty infekcji są zatem znaczne zarówno ze względu na zwolnienia lekarskie z pracy, jak i koszty opieki medycznej. Bezpośrednie koszty leczenia szacuje się dla Stanów Zjednoczonych na 1,6 miliarda dolarów rocznie.

## Objawy

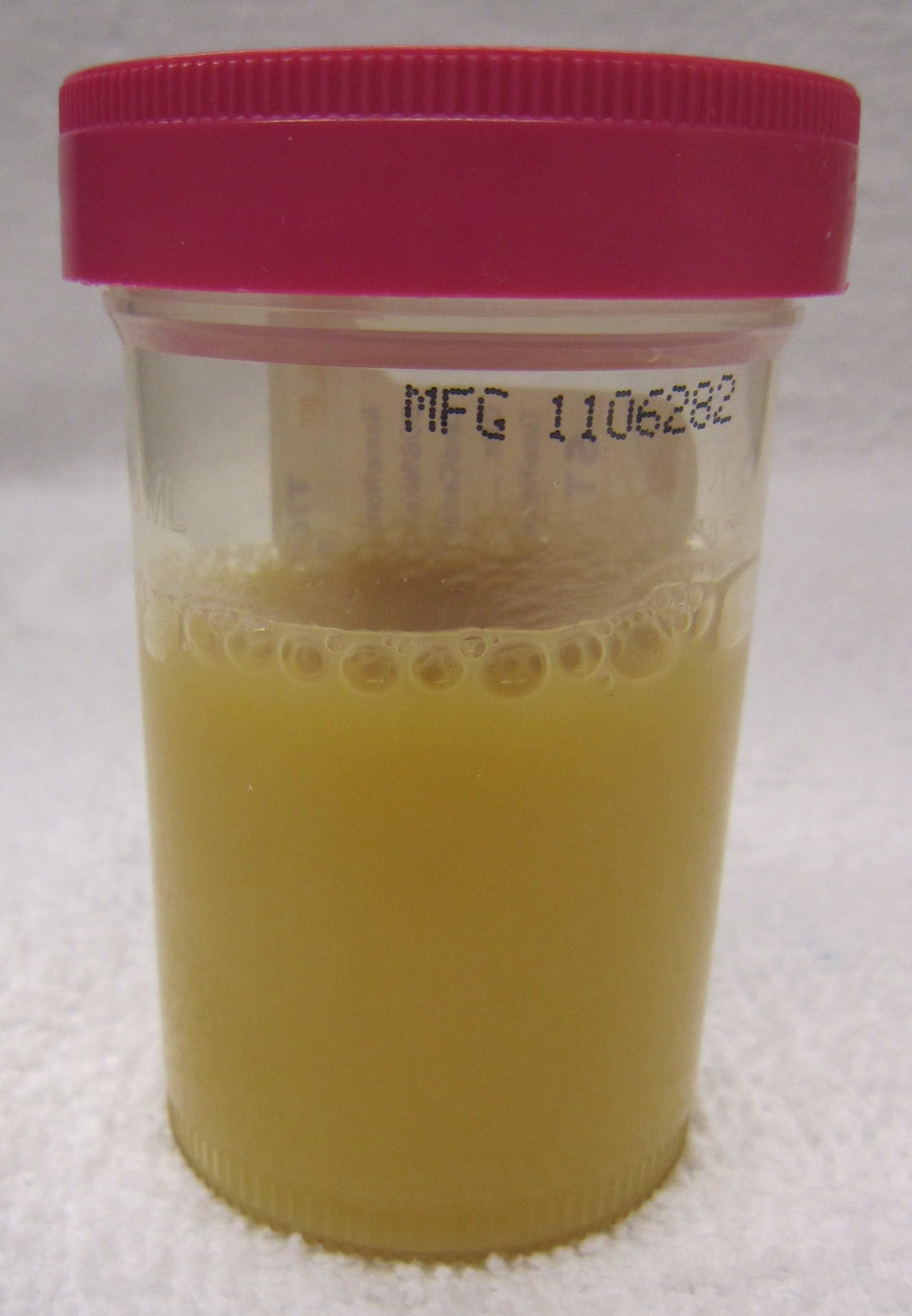
Mocz może zawierać ropę (stan ten znany jest jako ropomocz), co widać powyżej u osoby z sepsą wywołaną zakażeniem układu moczowego.

Zakażenie dolnych dróg moczowych jest także nazywane zakażeniem pęcherza moczowego. Jego najczęściej spotykanymi objawami są pieczenie przy oddawaniu moczu oraz konieczność częstego oddawania moczu (lub parcie na mocz) przy braku wydzieliny pochwowej i znacznego bólu. Stopień natężenia objawów może być różny, od łagodnych po ostre, a u zdrowych kobiet utrzymują się średnio przez okres sześciu dni. Czasami występuje ból nad kością łonową lub w okolicy lędźwiowej. Osoby z zakażeniem górnych dróg moczowych lub odmiedniczkowym zapaleniem nerek mogą doświadczać bólu brzucha, gorączki, nudności i wymiotów poza klasycznymi objawami infekcji dolnych dróg moczowych. W rzadkich przypadkach może dochodzić do krwiomoczu lub dostrzegalnego ropomoczu.

### U dzieci
U małych dzieci często jedynym objawem zakażenia układu moczowego (ZUM) może być gorączka. Ze względu na brak bardziej oczywistych objawów wiele stowarzyszeń lekarskich zaleca wykonanie posiewu moczu w przypadku występowania gorączki u dziewczynek do lat dwóch lub nieobrzezanych chłopców poniżej jednego roku. Niemowlęta mogą mieć mały apetyt, wymiotować, dłużej spać oraz wykazywać żółtaczkę. U starszych dzieci może wystąpić nietrzymanie moczu (niekontrolowane wydalanie moczu). U dzieci, u których zakażenie układu moczowego wiąże się z wysoką temperaturą, stwierdza się zakażenie górnych dróg moczowych.

### U osób starszych
Objawy zakażenia dróg moczowych często nie występują u osób starszych. Postać choroby może być trudna do zdiagnozowania, a nietrzymanie moczu, zmiana stanu psychicznego lub zmęczenie mogą być jedynymi objawami. W innych przypadkach chorzy zgłaszają się do ośrodka pomocy medycznej z sepsą, zakażenie krwi jest u nich pierwszym objawem. Diagnostyka może być skomplikowana, ponieważ wiele starszych osób cierpi na istniejące uprzednio nietrzymanie moczu lub demencję.

### Zestawienie objawów
U noworodków
- nadmierne pourodzeniowe obniżenie masy ciała
- niechęć do ssania
- wymioty
- biegunka
- drgawki
- niepokój, płacz
- hipotonia mięśniowa
- przedłużająca się żółtaczka
- sinica
- meningizm
- wzdęcie brzucha

U niemowląt
- zwyżki temperatury ciała o nieznanej przyczynie
- gorączka (w OOZN)
- rozdrażnienie, niepokój, senność
- meningizm
- stan odwodnienia
- brak łaknienia
- brak przyrostów masy ciała
- skłonność do wymiotów
- wzdęcia
- drgawki
- tężyczka
- bladość i suchość skóry
- wyprzenia
- płacz w czasie mikcji (w zapaleniu pęcherza)

U dzieci starszych
- zwyżki temperatury
- wzmożone pragnienie
- wielomocz
- brak łaknienia
- mdłości, wymioty
- ból brzucha
- zaparcia
- drgawki
- bóle głowy
- męczliwość
- opóźnienie wzrastania

U dorosłych
- objawy dyzuryczne
- częstomocz
- nykturia
- ból okolicy nadłonowej
- ból okolicy lędźwiowej
- gorączka
- nudności
- ból brzucha
- bóle głowy.

## Zapobieganie
Nie potwierdzono wpływu wielu czynników na występowanie zakażenia układu moczowego: stosowania antykoncepcji doustnej lub prezerwatyw, oddawania moczu natychmiast po stosunku, rodzaju noszonej bielizny, stosowania środków higieny osobistej po oddaniu moczu lub defekacji, ani tego, czy osoba zwykle kąpie się, czy bierze prysznic. Podobnie nie ma dowodów na wpływ wstrzymywania moczu, używania tamponów i irygacji.
Osobom używającym spermicydów lub diafragmy w ramach antykoncepcji, u których często dochodzi do zakażenia układu moczowego, zaleca się zastosowanie alternatywnych metod zabezpieczenia. Żurawina (sok lub kapsułki) może zmniejszyć częstotliwość występowania infekcji, jednak nabycie długoterminowej odporności stanowi problem ze względu na zaburzenia żołądkowo-jelitowe występujące u ponad 30% chorych. Przyjmowanie żurawiny dwa razy dziennie może przynosić lepsze efekty od przyjmowania jej jedynie raz dziennie. W 2011 roku probiotyki dopochwowe wymagały dalszych badań w celu ustalenia, czy przynoszą korzyści. Stosowanie prezerwatyw bez spermicydów lub tabletek antykoncepcyjnych nie zwiększa ryzyka zakażenia układu moczowego bez powikłań.

### Leczenie farmakologiczne
Wydłużona, codzienna terapia antybiotykowa jest skuteczna w przypadku osób cierpiących na nawracające infekcje. Najczęściej stosowanymi lekami są nitrofurantoina i połączenie trimetoprym-sulfametoksazol. Urotropina jest innym środkiem często stosowanym w tym celu, ponieważ pęcherz moczowy o niskim zakwaszeniu produkuje aldehyd mrówkowy, na który nie rozwija się oporność. W przypadku, gdy zakażenie jest powiązane z aktywnością seksualną, zażywanie antybiotyku po odbyciu stosunku może być pożyteczne. Podawany miejscowo (dopochwowo) estrogen zmniejsza częstotliwość nawrotów infekcji u kobiet po menopauzie. W przeciwieństwie do kremów stosowanych miejscowo, zastosowanie estrogenu dopochwowego z pessarium było mniej skuteczne niż niska dawka antybiotyków. W 2011 roku w opracowaniu był szereg szczepionek.

### U dzieci
Dowody na skuteczność antybiotyków w zapobieganiu zakażeń układu moczowego są niewielkie. Jednak nawracające infekcje układu moczowego są rzadko przyczyną dalszych problemów z nerkami, jeżeli nie stwierdzono istniejących nieprawidłowości nerek; odpowiadają za mniej niż jedną trzecią procenta (0,33%) przypadków przewlekłej niewydolności nerek u dorosłych.

## Rozpoznanie

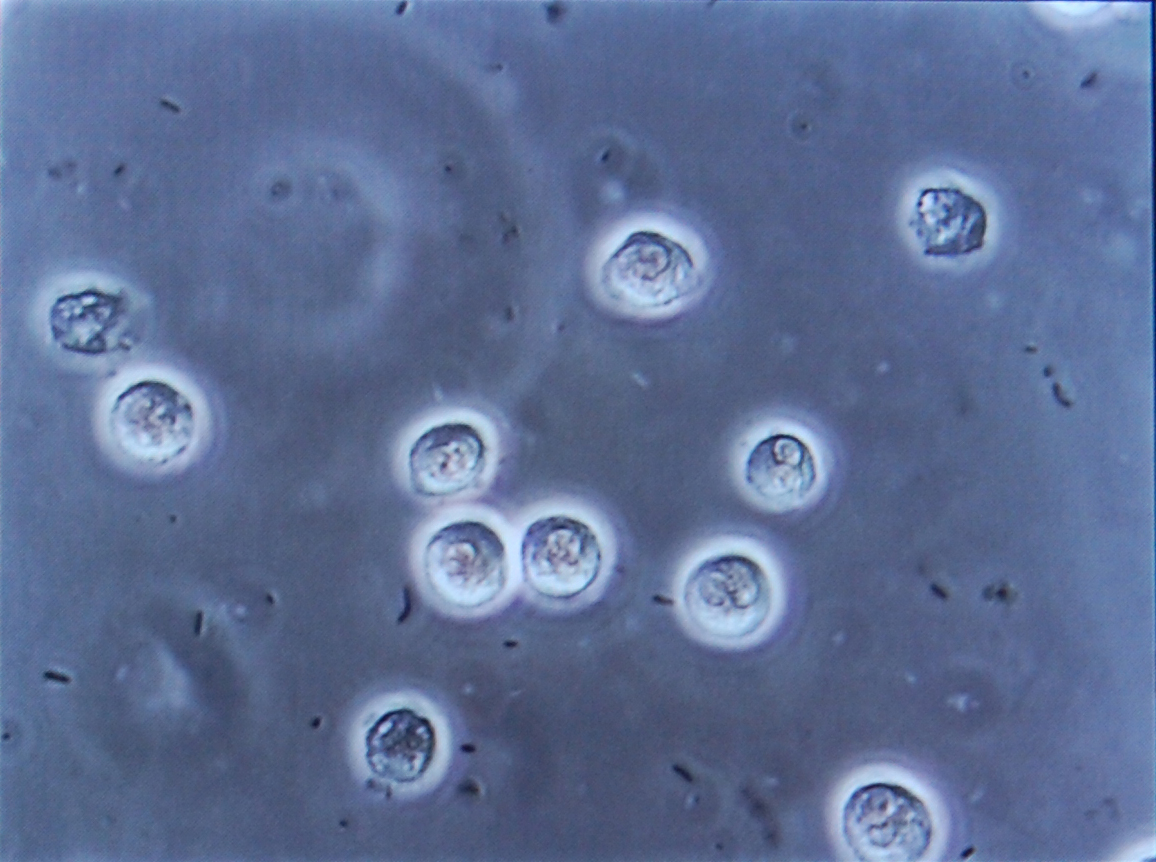
Liczne pałeczki (bakterie w kształcie pałeczek, na powyższym mikroskopowym zdjęciu dróg moczowych zdjęciu przypominające czarne fasolki pomiędzy leukocytami). Takie zmiany wskazują na zakażenie układu moczowego.

W typowych przypadkach postawienie diagnozy oraz leczenie odbywają się w oparciu o objawy, bez potwierdzenia testami laboratoryjnymi. W przypadkach powikłanych i budzących wątpliwości warto potwierdzać diagnozę poprzez analizę moczu, w którym sprawdza się poziom azotanów, leukocytów lub esterazy leukocytów. Ujemne wyniki badania moczu w kierunku esterazy leukocytów i azotynów w populacji ogólnej pozwalają wykluczyć zakażenie, natomiast dodatnie wyniki muszą być potwierdzone obecnością objawów klinicznych i posiewem. Badanie mikroskopowe osadu moczu wykrywa w moczu obecność erytrocytów, leukocytów oraz bakterii. Na tych bakteriach można również przeprowadzić testy wrażliwości na antybiotyki, co ułatwia wybór antybiotykoterapii. Takie leczenie poprawia także stan zdrowia kobiet, u których nie stwierdzono obecności kolonii bakteryjnych. Ze względu na mylące objawy i trudności z przeprowadzeniem wiarygodnych testów diagnoza u osób starszych bywa utrudniona.

### Bakteriomocz znamienny
Objawem nasuwającym podejrzenie zakażenia układu moczowego jest obecność tzw. bakteriomoczu znamiennego, czyli odpowiednio wysokiego wzrostu liczby bakterii lub grzybów w ciągu 24–48 godzin od posiewu moczu w ilości 1–10 µL na pożywkę. Stwierdzenie bakteriomoczu znamiennego w odpowiednio wysokim mianie uprawnia do postawienia rozpoznania ZUM. Wartości odcięcia bakteriomoczu znamiennego pozwalające postawić rozpoznanie ZUM są różne w zależności od metody pobierania próbki moczu i stanu klinicznego pacjenta:
- ≥103 CFU/ml u mężczyzn w moczu pobranym ze środkowego strumienia, przy współistniejących objawach klinicznych[36]
- ≥103 CFU/ml u kobiety w okresie przedmenopauzalnym z objawami zapalenia pęcherza moczowego w próbce moczu ze środkowego strumienia – rozpoznanie ostrego zapalenia pęcherza moczowego[36]
- ≥104 CFU/ml u kobiety z objawami ostrego odmiedniczkowego zapalenia nerek (OOZN) w próbce moczu ze środkowego strumienia – rozpoznanie niepowikłanego, ostrego odmiedniczkowego zapalenia nerek[36]
- ≥105 CFU/ml w próbce moczu ze środkowego strumienia – rozpoznanie powikłanego ZUM[36]
- ≥105 CFU/ml w posiewie moczu pobranym ze środkowego strumienia u kobiet z nawracającymi, objawowymi ZUM – rozpoznanie nawracającego ZUM[36]
- ≥103 CFU/ml w posiewie moczu pobranego przez świeżo założony cewnik i  z objawami klinicznymi u pacjentów cewnikowanych w sposób ciągły lub przerywany[36]

#### Bakteriomocz bezobjawowy
Bakteriomocz bezobjawowy rozpoznawany jest, gdy pomimo obecności odpowiednio wysokiego miana bakterii w moczu, osoba zakażona nie prezentuje objawów zakażenia. Rozpoznanie bakteriomoczu bezobjawowego można postawić, gdy posiew moczu wykaże:
- ≥105 CFU/ml u kobiet na podstawie dwóch posiewów moczu pobranego ze środkowego strumienia przy braku objawów klinicznych zakażenia
- ≥105 CFU/ml u mężczyzn na podstawie jednego posiewu moczu pobranego ze środkowego strumienia przy braku objawów klinicznych zakażenia
- ≥102 CFU/ml u mężczyzn i kobiet na podstawie posiewu moczu pobranego przez świeżo założony cewnik przy braku objawów klinicznych zakażenia
- ≥105 CFU/mlu pacjentów cewnikowanych w sposób ciągły lub przerywany przy braku objawów klinicznych zakażenia

### Zakażenie u dzieci
Podstawowym badaniem potwierdzającym ZUM jest badanie mikrobiologiczne oraz badanie osadu moczu. Na ZUM wskazuje zwiększona liczba leukocytów w osadzie moczu lub dodatni wynik testu paskowego na obecność esterazy i azotynów u dzieci powyżej 2 roku życia. Stwierdzenie bakteriomoczu znamiennego u niemowląt i dzieci w odpowiednio wysokim mianie także uprawnia do postawienia rozpoznania ZUM:
- 5x104 CFU/mL w próbce moczu pobranego przez cewnikowanie lub nakłucie nadłonowe pęcherza
- 5x104 CFU/mL w próbce moczu pobranego przez cewnikowanie lub nakłucie nadłonowe pęcherza z równoczesnym stwierdzeniem ropomoczu u niemowląt i dzieci w wieku 2–24 miesiące
- ≥105 CFU/ml – posiew moczu pobrany ze środkowego strumienia z objawami ZUM

Preferowaną metodą pobrania moczu na posiew jest czyste pobranie próbki ze środkowego strumienia podczas kontrolowanej mikcji, a u niemowląt i małych dzieci  podczas spontanicznej mikcji. Światowa Organizacja Zdrowia odradza stosowanie tzw. „woreczków” do pobierania próbek ze względu na wysokie ryzyko zanieczyszczenia. Niektóre organizacje, np. Amerykańska Akademia Pediatryczna, zalecają USG nerek oraz cystografię mikcyjną dla wszystkich dzieci poniżej dwóch lat przechodzących zakażenie dróg moczowych. Inne organizacje, takie jak National Institute for Clinical Excellence (Narodowy Instytut Zdrowia i Doskonałości Klinicznej), zalecają rutynowe stosowanie takich badań tylko u dzieci poniżej szóstego miesiąca lub tych z nietypowymi wynikami innych badań ze względu na brak efektywnych metod leczenia nawet w przypadku stwierdzenia zaburzeń.

### Rozpoznanie różnicowe
Przyczyną występowania objawów zakażenia u kobiet z zapaleniem szyjki macicy lub zapaleniem pochwy oraz u młodych mężczyzn może być zakażenie bakteriami Chlamydia trachomatis lub Neisseria gonorrhoeae. Stan zapalny pochwy może być także wywołany przez drożdżycę. Przewlekłe zapalenie pęcherza moczowego (przewlekły ból pęcherza) to diagnoza możliwa u osób, które wielokrotnie doświadczały objawów zakażenia układu moczowego, ale nie stwierdzono u nich kultur bakteryjnych oraz polepszenia stanu zdrowia po zastosowaniu antybiotyków. Zapalenie gruczołu krokowego także należy brać pod uwagę w rozpoznaniu różnicowym.

### Kryteria fińskie
1. temperatura ciała >38 °C
2. OB > 30 w 1. godzinie
3. CRP > 20
4. nieprawidłowy ciężar właściwy moczu z rannej próbki
5. dodatni objaw Goldflama (u dzieci starszych)

## Leczenie
Podstawową metodą leczenia jest zastosowanie antybiotyków lub chemioterapeutyków. Fenazopirydyna to lek zapisywany czasem w kilku pierwszych dniach infekcji oprócz antybiotyku, zmniejszający uczucie pieczenia i parcia na pęcherz odczuwanego czasem przy zakażeniu pęcherza. Lek ten nie jest zapisywany rutynowo ze względu na możliwość działań niepożądanych, zwłaszcza na podwyższone ryzyko wystąpienia methemoglobinemii (podwyższonego poziomu methemoglobiny we krwi). Paracetamol stosuje się w zwalczaniu gorączki.
Kobiety, u których często występuje niepowikłane zakażenie dolnych dróg moczowych, mogą dla zwalczenia objawów stosować własne domowe sposoby leczenia, i skontaktować się z lekarzem jedynie, jeśli zastosowana terapia nie przyniesie rezultatów.

### Zakażenie dolnych dróg moczowych
Zakażenie dolnych dróg moczowych rozpoznaje się jedynie na podstawie objawów. Antybiotyki lub chemioterapeutyki doustne, np. trimetoprim/sulfamethoksazol (TMP/SMX, biseptol, kotrimoksazol), cefalosporyny, nitrofurantoina lub fluorochinolony mają jednakową skuteczność i znacznie skracają czas zdrowienia. Zazwyczaj wystarcza trzydniowe leczenie trimetoprimem, biseptolem lub fluorochinolonem, bądź też 5–7-dniowe leczenie nitrofurantoiną. Przy zastosowaniu leków objawy powinny zacząć ustępować w ciągu 36 godzin. Około 50% chorych zdrowieje bez leczenia w ciągu kilku dni lub tygodni. Infectious Diseases Society of America (Amerykańskie Towarzystwo Chorób Zakaźnych) nie zaleca korzystania z fluorochinolonów jako pierwszego sposobu leczenia – istnieje bowiem możliwość uzyskania przez bakterie oporności na chemioterapeutyki tej grupy. Pomimo takich zaleceń niektóre szczepy bakterii zyskały oporność ze względu na szeroki zakres stosowania wyżej wymienionych leków Sam trimetoprim uważa się w niektórych krajach za wystarczający odpowiednik TMP/SMX. W prostych przypadkach zakażenia układu moczowego dzieci często pozytywnie reagują na trzydniowe podawanie antybiotyków.

### Odmiedniczkowe zapalenie nerek
Odmiedniczkowe zapalenie nerek wymaga bardziej agresywnych sposobów leczenia niż typowa infekcja pęcherza – stosuje się dłuższe cykle antybiotyków lub podaje się je dożylnie. W regionach, gdzie oporność bakterii na antybiotyki nie przekracza 10%, zazwyczaj przez siedem dni stosuje się doustnie fluorochinolon cyprofloksacynę. W przypadku oporności lokalnej wyższej niż 10% najczęściej przepisuje się dożylną dawkę ceftriaksonu. Pacjentów, u których występują poważniejsze objawy, trzeba czasem przyjąć do szpitala i kontynuować terapię antybiotykami. Jeżeli objawy nie zaczynają ustępować po pierwszych dwóch lub trzech dniach leczenia, trzeba rozważyć prawdopodobieństwo wystąpienia powikłań, na przykład niedrożności dróg moczowych wywołanej kamieniami nerkowymi.
| Postać                               | Leki pierwszego rzutu                                                                    |
| Zakażenie dolnego odcinka:           | Kotrimoksazol 24–36 mg/kg 2×dziennie p.o. Kwas nalidyksowy 60 mg/kg m.c. 3×dziennie p.o. |
| Odmiedniczkowe ostre zapalenie nerek | Ampicylina Amoksycylina + kwas klawulanowy Unasyn                                        |
| Urosepsa (bakterie Gram-ujemne)      | Cefalosporyna III generacji + aminoglikozy lub augmentyna Penicylina + aminoglikozyd     |

| Postać                                           | Leki pierwszego rzutu                     | Leki drugiego rzutu                                                      |
| Niepowikłane zapalenie pęcherza                  | Trimetoprim Kotrimoksazol Ciprofloksacyna | Amoksycylina + kwas klawulanowy Nitrofurantoina Amoksycylina Fosfomycyna |
| Nawracające zapalenie pęcherza moczowego         | Trimetoprim Kotrimoksazol Ciprofloksacyna | Amoksycylina + kwas klawulanowy Nitrofurantoina Amoksycylina Fosfomycyna |
| Niepowikłane ostre odmiedniczkowe zaplenie nerek | Na podstawie posiewu moczu                | Kotrimoksazol Amoksycylina + kwas klawulanowy                            |
| Powikłane ZUM                                    | Ciprofloksacyna                           |                                                                          |

| Lek                             | Dawka                                 | Droga podania | Uwagi                                   |
| Amikacyna                       | do 15 mg/kg co 24 h                   | i.v.          |                                         |
| Amoksycylina                    | 500 mg co 8-12 h 1000 mg co 12 h      | p.o.          |                                         |
| Amoksycylina + kwas klawulanowy | 500 mg co 8-12 1000 mg co 8 h         | p.o. i.v.     | Dawki w przeliczeniu na amoksyclinę     |
| Cefazolina                      | 500–1000 mg co 8 h                    | iv.           |                                         |
| Cefotaksym                      | 1000–2000 mg co 8-12 h                | i.v.          |                                         |
| Ceftazydym                      | 250–500 mg co 12 h                    | i.v.          |                                         |
| Ceftriakson                     | 1000–2000 mg co 24 h                  |               |                                         |
| Aksetyl cefuroksymu             | 125–250 mg co 12 h                    | p.o.          |                                         |
| Cefadroksyl                     | 1000 mg co 12 h                       | p.o.          |                                         |
| Cefepim                         | 500–1000 mg co 12 h                   | i.v.          |                                         |
| Cyprofloksacyna                 | 250–500 mg co 12 h 250–400 mg co 12 h | p.o. i.v.     |                                         |
| Gentamycyna                     | 160 mg co 24 h                        | i.v.          | W zakażeniach powikłanych większe dawki |
| Nitrofurantoina                 | 50–100 mg/d                           | p.o.          |                                         |
| Imipenem                        | 250–500 mg co 6 h                     | i.v.          |                                         |
| Meropenem                       | 500–1000 mg co 12 h                   | p.o.          |                                         |
| Norfloksacyna                   | 400 mg co 12 h                        | p.o.          |                                         |
| Trimetoprim                     | 100 mg co 12 h                        | p.o.          |                                         |
| Kotrimoksazol                   | 480–900 mg co 12 h                    | p.o./i.v.     |                                         |

## Infekcja podczas ciąży
Zakażenie układu moczowego to schorzenie szczególnie niepokojące u kobiet w ciąży ze względu na podwyższone ryzyko wystąpienia infekcji nerek. Podczas ciąży wysoki poziom progesteronu rozluźnia mięśnie moczowodów i pęcherza, co zwiększa ryzyko refluksu moczowego – mocz zawraca z powrotem do nerek. U kobiet w ciąży nie podnosi się ryzyko wystąpienia bezobjawowego bakteriomoczu, ale jeżeli bakteriomocz już wystąpi, ryzyko infekcji nerek wynosi od 25 do 40%. Dlatego leczenie zalecane jest nawet, gdy nie występują objawy, a zakażenie wykazano metodami laboratoryjnymi. Cefaleksyna lub nitrofurantoina to najczęściej stosowane leki uważane za bezpieczne dla kobiet w ciąży. Infekcja nerek podczas ciąży może zakończyć się przedwczesnym porodem lub stanem przedrzucawkowym. Jest to stan łączący stanem nadciśnienie tętnicze z białkomoczem w ciąży, którego powikłania obejmują niewydolność nerek, DIC, małopłytkowość, może rozwinąć się stan rzucawkowy, której objawem są drgawki.

## Profilaktyka niefarmakologiczna
- wprowadzenie właściwych nawyków higienicznych
- zwalczanie zaparć
- leczenie owsicy
- leczenie stanów zapalnych krocza, pochwy
- regularne, częste mikcje
- zapewnienie odpowiedniej podaży płynów

## Powikłania
- ropień korowo-rdzeniowy nerki
- mnogie ropnie kory nerek
- ropień okołonerkowy
- zgorzelinowe odmiedniczkowe zapalenie nerki
- martwica brodawek nerkowych
- roponercze
- przewlekłe odmiedniczkowe zapalenie nerek
- niewydolność nerek
- urosepsa
- żółtakoziarniniakowe zapalenie nerek
- nadciśnienie tętnicze: jest najczęstszym powikłaniem nawracających ZUM górnych dróg moczowych u dzieci.
- nefropatia refluksowa

## Historia
Opisy zakażeń układu moczowego powstawały już w czasach starożytnych. Pierwszy zachowany opis znajduje się w Papirusie Ebersa datowanym na ok. 1550 r. p.n.e. Egipcjanie opisywali zakażenia jako „gorąco wypływające z pęcherza”. Dopiero w latach 30. XX w. rozwój i wzrost dostępności antybiotyków umożliwił skuteczne leczenie. Wcześniej zalecano okłady z ziół, upuszczanie krwi oraz odpoczynek.